# Gómez Palacio (község)
Gómez Palacio egy község Mexikó Durango államának északkeleti részén. 2010-ben lakossága kb. 328 000 fő volt, ebből mintegy 257 000-en laktak a községközpontban, Gómez Palacióban, a többi 71 000 lakos a község területén található 358 kisebb településen élt. A község a torreóni agglomeráció része, annak Torreón után a második legnépesebb községe.

## Fekvése
A Durango állam keleti határán, a Comarca Lagunera nevű vidéken elterülő község legnagyobb része kb. 1100 méterrel a tengerszint felett fekvő síkság (a Mapimí-medence része), nyugati csücskében azonban a Keleti-Sierra Madre hegyei közelítik meg az 1800 méteres magasságot. A község központja, Gómez Palacio városa a terület déli részén található, egybeépülve a szomszédos községekben található Torreón és Lerdo városokkal. Az éghajlat igen száraz, az év során átlagosan mindössze 100–400 mm eső hull, ezért minden vízfolyása időszakos. Közülük legjelentősebbek a Nazas (mely Coahuila állam határát képezi), a La Vega és az El Salto. A község területében kb. 7%-ot foglalnak el a lakott területek, 62%-on növénytermesztés folyik, 31%-on pedig elvadult bozótos vidékek találhatók (leginkább a nyugati, a középső és az északi részein).

## Népesség
A község lakóinak száma a közelmúltban igen gyorsan növekedett, a változásokat szemlélteti az alábbi táblázat:
| Év   | Lakosság |
| ---- | -------- |
| 1990 | 232 742  |
| 1995 | 257 042  |
| 2000 | 273 315  |
| 2005 | 304 515  |
| 2010 | 327 985  |

## Települései
A községben 2010-ben 359 lakott helyet tartottak nyilván, de nagy részük igen kicsi: 181 településen 10-nél is kevesebben éltek. A jelentősebb helységek:
| Település                     | Lakosság (2010) |
| ----------------------------- | --------------- |
| Gómez Palacio (községközpont) | 257 352         |
| San Felipe                    | 4552            |
| La Popular                    | 3406            |
| Pastor Rouaix                 | 2696            |
| Transporte                    | 2624            |
| El Vergel                     | 2257            |
| Esmeralda                     | 2249            |
| San José de Viñedo            | 1984            |
| Venecia                       | 1861            |
| Arcinas                       | 1629            |
| La Flor                       | 1593            |
| Santa Cruz Luján              | 1585            |
| Jiménez (Jiménez Uno)         | 1568            |
| Seis de Octubre               | 1528            |
| Huitrón                       | 1511            |
| Villa Gregorio García         | 1446            |
| Arturo Martínez Adame         | 1251            |
| Eureka de Media Luna (Eureka) | 1201            |
| Puente de la Torreña          | 1177            |
| California                    | 1032            |